# Pokémon: Rivaliserende Skæbner-afsnit
Pokémon: BW Rivaliserende Skæbner er den femtende sæson af Pokémon og den anden del af Pokémon Serien: Black & White, en japansk anime-TV-serie, kendt i Japan under navnet Pocket Monsters: Best Wishes! 2 (ポケットモンスター ベストウイッシュ2 Poketto Monsutā Besuto Uisshu Tsu). Den blev oprindeligt sendt i Japan på TV Tokyo fra den 22. september 2011 til den 4. oktober 2012, og senere i Danmark på Disney XD. Den danske versionering er lavet af SDI Media og er baseret på den amerikanske udgave, som er produceret af The Pokémon Company.
Ash, Iris og Cilan forsætter deres rejse i Unova Regionen så Ash kan vinde de sidste badges han skal bruge for at deltage I Unova Ligaen men Team Rocket planlægger deres ondsindet plan til dato for at erobre Unova Regionen nemlig ved at fange den Mytiske Pokemon Meloetta og bruge den til at rejse en undervands tempel fra havet og bruge Afslørings Spejlet til at hidkalde de 3 Naturens Kræfter Pokemoner Tornadus, Thundurus og Landorus og forvandle dem til deres therian Form og for at erobre Regionen, men Ash og Pikachu og deres venner Iris, Cilan, Sinnoh Mesteren Cynthia, Jervis og Ridley kommer til redning og Pikachu udløser en gigantisk Electro ball efter at Pikachu havde absorberet engerien fra Thundrus's Angreb på templet og Meloetta bliver reddet efter de havde mistede Meloetta og ikke længerer kunne kontroller de 3 legendariske naturen's kræfter Pokemoner havde Giovanni, Dr. Zager, Jessie, James og Meowth ikke noget valg end at trække sig tilbage til deres hovedkvater i Kanto Regionen under James's Yamask som brugte Haze som dækning efter at havde fået de 3 legandriske pokemoner til at falde ned med Meloettas sang vendte vore helte til bage til Cynthia's Villa og Ridley og Meloetta tage hjem til et ny sikkert sted og fik sagt farvel til vore helte, Nu Kunne Ash forberede og gør sig klar til Unova Ligaen. men Jessie, James og Meowth sværger på at en skønnedag ville de 3 slyngler  vende tilbage til Unova Regionen for at fange Ash's Pikachu efter at havde set hvor gangske særlig den er.

## Afsnit
| Nr. i serie | Nr. i sæson | Dansk titel Japansk titel | Japansk visning    | Dansk visning |
| ----------- | ----------- | --- | ------------------ | ------------- |
| 708         | 1           | "Elesa, entusiastisk sal-leder!" "Jimu Rīdā wa Karisuma Moderu! Kamisure Tōjō!!" (ジムリーダーはカリスマモデル！カミツレ登場！！)                  | 22. september 2011 | Ukendt        |
| 709         | 2           | "En blændende kamp i Nimbasa-salen!" "Raimon Jimu! Kareinaru Dengeki Batoru!!" (ライモンジム！華麗なる電撃バトル！！)                              | 29. september 2011 | Ukendt        |
| 710         | 3           | "På vildspor i Stempel-ræset!" "Satoshi, Dento Tai Sabuwei Masutā!" (サトシ、デントVSサブウェイマスター！)                                         | 6. oktober 2011    | Ukendt        |
| 711         | 4           | "Ash mod Championen!" "Satoshi Tai Chanpion Adeku!" (サトシVSチャンピオン・アデク！)                                                               | 13. oktober 2011   | Ukendt        |
| 712         | 5           | "En Maractus-musical!" "Niji no Kanata e! Marakatchi de Myūjikaru!!" (虹の彼方へ！マラカッチでミュージカル！！)                                    | 27. oktober 2011   | Ukendt        |
| 713         | 6           | "Sawbucks fire årstider!" "Mebukijika! Shunkashūtō Seizoroi!!" (メブキジカ！春夏秋冬勢揃い！！)                                                    | 3. november 2011   | Ukendt        |
| 714         | 7           | "Scraggy og den krævende Gothita!" "Zuruggu to Wagamama Gochimu!" (ズルッグとわがままゴチム！)                                                     | 10. november 2011  | Ukendt        |
| 715         | 8           | "Den ensomme Deino!" "Airisu to Monozu! Sodateya Shugyō!!" (アイリスとモノズ！育て屋修行！！)                                                      | 24. november 2011  | Ukendt        |
| 716         | 9           | "Den Mægtige Accel-vogter redder dagen!" "Kaiketsu A☆girudā Tai Furīji-Otoko!" (快傑ア☆ギルダーVSフリージ男！)                                     | 1. december 2011   | Ukendt        |
| 717         | 10          | "Tid til broderlig kærlighed!" "Dento to Poddo Kyōdai Batoru! Baoppu Tai Yanappu!!" (デントとポッド兄弟バトル！バオップVSヤナップ！！)             | 8. december 2011   | Ukendt        |
| 718         | 11          | "Kampen mod Legendernes hærgen! (Del 1)" "Torunerosu Tai Borutorosu Tai Randorosu! (Zenpen)" (トルネロスVSボルトロスVSランドロス！（前編）)        | 15. december 2011  | Ukendt        |
| 719         | 12          | "Kampen mod Legendernes hærgen! (Del 2)" "Torunerosu Tai Borutorosu Tai Randorosu! (Kōhen)" (トルネロスVSボルトロスVSランドロス！（後編）)         | 22. december 2011  | Ukendt        |
| 720         | 13          | "Kampen mod Minernes Konge!" "Chitei no Jimu Sen! Tai Yākon!!" (地底のジム戦！VSヤーコン！！)                                                      | 5. januar 2012     | Ukendt        |
| 721         | 14          | "Krise i Chargestone-grotten!" "Bachuru, Denchura! Denkiishi no Horaana!!" (バチュル、デンチュラ！電気石の洞穴！！)                                | 12. januar 2012    | Ukendt        |
| 722         | 15          | "Spændingen ved at Udviklingsbytte!" "Tsūshin Kōkan Shinka! Shubarugo to Agirudā!!" (通信交換進化！シュバルゴとアギルダー！！)                     | 19. januar 2012    | Ukendt        |
| 723         | 16          | "Udforskningen af Heltens Ruin!" "Kuroki Eiyū no Iseki! Shinborā to Desukān!!" (黒き英雄の遺跡！シンボラーとデスカーン！！)                        | 26. januar 2012    | Ukendt        |
| 724         | 17          | "Kampen mod bøllen!" "Daburu Batoru! Pikachū, Warubiru Tai Pendorā, Gamageroge!!" (ダブルバトル！ピカチュウ・ワルビルVSペンドラー・ガマゲロゲ！！) | 2. februar 2012    | Ukendt        |
| 725         | 18          | "Ballade med Bouffalant!" "Afuro de Gō! Baffuron wa Nō!!" (アフロでGO！バッフロンはNO！！)                                                         | 16. februar 2012   | Ukendt        |
| 726         | 19          | "Cilan går i luften!" "Fukiyose Jimu no Ea Batoru! Chōsensha Dento!?" (フキヨセジムのエアバトル！挑戦者デント！？)                                 | 23. februar 2012   | Ukendt        |
| 727         | 20          | "En utrolig Aerial-kamp!" "Fukiyose Jimu! Tai Fūro Kūchū Kessen!!" (フキヨセジム！VSフウロ空中決戦！！)                                            | 1. marts 2012      | Ukendt        |
| 728         | 21          | "Tårnhøj succes!" "Nankan Toppa!! Tenkū no Tō o Nobore!!" (難関突破！！天空の塔を登れ！！)                                                         | 8. marts 2012      | Ukendt        |
| 729         | 22          | "Klubsplosionen begynder!" "Donnamaito Kaimaku! Zuruggu tai Yanakkī!!" (ドンナマイト開幕！ズルッグＶＳヤナッキー！！)                              | 15. marts 2012     | Ukendt        |
| 730         | 23          | "Jagten på Klubultimativen!" "Dondon Tsuzuku yo Donnamaito! Kurimugan tai Kirikizan!!" (どんどん続くよドンナマイト！クリムガンＶＳキリキザン！！)  | 22. marts 2012     | Ukendt        |
| 731         | 24          | "En forrygende klubsplosion!" "Nettō Donnamaito! Kirikizan tai Enbuō!!" (熱闘ドンナマイト！キリキザンVSエンブオー！！)                             | 29. marts 2012     | Ukendt        |
| 732         | 25          | "Klubsplosion-turneringen afgøres!" "Kessen Donnamaito! Nageki tai Dageki!!" (決戦ドンナマイト！ナゲキVSダゲキ！！)                                | 5. april 2012      | Ukendt        |
| 733         | 26          | "Kampen mod Bladtyvene!" "Kibago Kyūshutsu! Aianto no Sōkutsu!!" (キバゴ救出！アイアントの巣窟！！)                                                | 12. april 2012     | Ukendt        |
| 734         | 27          | "En genskabelseskonfrontation! (Del 1)" "Nejiyama no Gekitō! Abagōra no Kiseki!! (Zenpen)" (ネジ山の激闘！アバゴーラの奇跡！！（前編）)            | 19. april 2012     | Ukendt        |
| 735         | 28          | "En Genskabelseskonfrontation! (Del 2)" "Nejiyama no Gekitō! Abagōra no Kiseki!! (Kōhen)" (ネジ山の激闘！アバゴーラの奇跡！！（後編）)             | 26. april 2012     | Ukendt        |
| 736         | 29          | "Udvikling ved hjælp af Ild!" "Honō no Memorī! Pokabu tai Enbuō!!" (炎のメモリー！ポカブＶＳエンブオー！！)                                        | 3. maj 2012        | Ukendt        |
| 737         | 30          | "Vogtere af Bjergets Vogter!" "Hachiku Tōjō! Urugamosu no Seinaru Yama!!" (ハチク登場！ウルガモスの聖なる山！！)                                   | 10. maj 2012       | Ukendt        |
| 738         | 31          | "Advarsel: Kampen kan være iskold!" "Sekka Jimu Sen! Kōri no Batorufīrudo!!" (セッカジム戦！氷のバトルフィールド！！)                              | 17. maj 2012       | Ukendt        |
| 739         | 32          | "Den store Kender-kamp!" "Pokemon Somurie Taiketsu! Teisutingu Batoru!!" (ポケモンソムリエ対決！テイスティングバトル！！)                          | 24. maj 2012       | Ukendt        |
| 740         | 33          | "Ferroseed i krise!" "Tesshīdo Kenkyūjo! Airisu to Baibanira!!" (テッシード研究所！アイリスとバイバニラ！！)                                       | 31. maj 2012       | Ukendt        |
| 741         | 34          | "En legendarisk forsvarsstyrke!" "Eiga Taiketsu! Shutsugeki Isshu Bōeitai!!" (映画対決！出撃イッシュ防衛隊！！)                                    | 7. juni 2012       | Ukendt        |
| 742         | 35          | "Rock og rul i Virbank-salen! (Del 1)" "Gekitō Tachiwaki Jimu! Bui Esu Homika!! (Zenpen)" (激闘タチワキジム！VSホミカ！！（前編）)                 | 14. juni 2012      | Ukendt        |
| 743         | 36          | "Rock og rul i Virbank-salen! (Del 2)" "Gekitō Tachiwaki Jimu! Bui Esu Homika!! (Kōhen)" (激闘タチワキジム！VSホミカ！！（後編）)                  | 14. juni 2012      | Ukendt        |
| 744         | 37          | "Alt for Meloetta!" "Utae Meroetta! Ai no Senritsu!!" (歌えメロエッタ！愛の旋律！！)                                                               | 21. juni 2012      | Ukendt        |
| 745         | 38          | "Piplup, Pansage og alle tiders møde!" "Potchama Tai Yanappu! Karei naru Batoru!!" (ポッチャマＶＳヤナップ！華麗なるバトル！！)                    | 28. juni 2012      | Ukendt        |
| 746         | 39          | "Ekspedition til Onix-øen!" "Iwāku no Shima de Sabaibaru!" (イワークの島でサバイバル！)                                                            | 5. juli 2012       | Ukendt        |
| 747         | 40          | "Mysteriet om den forsvundne Cubchoo!" "Somurie Tantei Dento! Kieta Kumashun no Nazo!!" (ソムリエ探偵デント！消えたクマシュンの謎！！)             | 19. juli 2012      | Ukendt        |
| 748         | 41          | "Iris og den vilde Dragonite!" "Airisu to Abaremono Kairyū!" (アイリスと暴れ者カイリュー！)                                                        | 26. juli 2012      | Ukendt        |
| 749         | 42          | "Trængslen om Junior Cuppen!" "Junia Kappu Kaimaku! Kairyū tai Tsunbeā!!" (ジュニアカップ開幕！カイリューＶＳツンベアー！！)                       | 2. august 2012     | Ukendt        |
| 750         | 43          | "En stædig Pokémon i kamp!" "Pawā Batoru! Airisu tai Hikari!!" (パワーバトル！アイ リスＶＳヒカリ！！)                                             | 23. august 2012    | Ukendt        |
| 751         | 44          | "Ash, Iris og Trip: Og så var der tre!" "Satoshi, Airisu, Shūtī! Saigo no Batoru!!" (サトシ、アイリス、シューティー！最後のバトル！！)             | 30. august 2012    | Ukendt        |
| 752         | 45          | "Farvel, Junior Cup - Goddag, eventyr!" "Wakare to Deai no Junia Kappu!" (別れと出会いのジュニアカップ！)                                          | 6. september 2012  | Ukendt        |
| 753         | 46          | "Vejen til Humilau!" "Seigaiha Jimu Sen! Mantain tai Daikenki!!" (セイガイハジム戦！マンタインＶＳダイケンキ！！)                                  | 13. september 2012 | Ukendt        |
| 754         | 47          | "Røre i Børnehaven!" "Pokemon Hoikuen wa Ōsawagi! Washibon to Baruchai!" (ポケモン保育園は大騒ぎ！ワシボンとバルチャイ！)                          | 20. september 2012 | Ukendt        |
| 755         | 48          | "Meloetta og Undervandstemplet!" "Meroetta to Kaitei no Shinden!" (メロエッタと海底の神殿！)                                                       | 27. september 2012 | Ukendt        |
| 756         | 49          | "Unova i fare!" "Reijū Forumu Sōshingeki! Isshu Saidai no Kiki!!" (霊獣フォルム総進撃！イッシュ最大の危機！！)                                     | 4. oktober 2012    | Ukendt        |

## Stemmer
| Karakter    | Japansk            | Dansk           |
| ----------- | ------------------ | --------------- |
| Ash Ketchum | Rika Matsumoto     | Mathias Klenske |
| Pikachu     | Ikue Ōtani         | Ikue Ōtani      |
| Iris        | Aoi Yūki           | Malene Tabert   |
| Cilan       | Mamoru Miyano      | Sonny Lahey     |
| Jessie      | Megumi Hayashibara | Ann Hjort       |
| James       | Shinichiro Miki    | Thomas Kirk     |
| Meowth      | Inuko Inuyama      | Peter Zhelder   |
| Fortæller   | Unshō Ishizuka     | Torben Sekov    |

## Hjemmeudgivelser
I Japan er sæsonen blevet fuldt udgivet til udlejning, men købeudgivelser er begrænset til visse afsnit. Sæsonen har fået en komplet hjemmeudgivelse på engelsk i USA og Australien.
I Danmark har denne sæson ikke set nogen form for hjemmeudgivelse.